# John Stafford (producteur)
Pour les articles homonymes, voir John Stafford.
John Stafford (né en 1893 à Londres et mort le 30 janvier 1967 dans la même ville à 73 ans) est un producteur de cinéma, réalisateur et scénariste britannique.

## Filmographie partielle

### Comme producteur
- 1932 : Where Is This Lady? (en) de Victor Hanbury et Ladislas Vajda
- 1933 : Ce n'est pas drôle (No Funny Business de Victor Hanbury et John Stafford
- 1934 : There Goes Susie (en) de Victor Hanbury et John Stafford
- 1934 : Dick Turpin de Victor Hanbury et John Stafford
- 1934 : Spring in the Air (en)  de Victor Hanbury et Norman Lee
- 1935 : Admirals All (en) de Victor Hanbury
- 1935 : The Crouching Beast (en) de Victor Hanbury
- 1936 : Ball at Savoy (en) de Victor Hanbury et John Stafford
- 1936 : Beloved Imposter (en) de Victor Hanbury
- 1936 : Le Diamant tragique (en) ou Le Trésor dans la jungle (Wings Over Africa) de Ladislas Vajda
- 1936 : The Avenging Hand de Victor Hanbury et Frank Richardson
- 1936 : Second Bureau (en) de Victor Hanbury
- 1937 : Wake Up Famous (en) de Gene Gerrard (en)
- 1937 : La Femme du général Ling (en) (The Wife of General Ling) de Ladislas Vajda
- 1937 : Return of a Stranger (en) de Victor Hanbury
- 1942 : Spitfire (The First of the Few) de Leslie Howard
- 1943 : Tomorrow We Live (en) de George King
- 1944 : Candlelight in Algeria (en) de George King
- 1946 : Attentat à Téhéran (en) de Giacomo Gentilomo et William Freshman
- 1949 : La Madone d'or (La madonnina d'oro) de Luigi Carpentieri et Ladislas Vajda
- 1949 : Call of the Blood (Il richiamo del sangue) de John Clements (en) et Ladislas Vajda
- 1950 : Amours perdues (en) (The Woman with No Name) de Ladislas Vajda
- 1952 : La Femme du planteur (The Planter's Wife) de Ken Annakin
- 1954 : Rapt à Venise (La mano dello straniero) de Mario Soldati
- 1956 : Qui perd gagne (Loser Takes All) de Ken Annakin
- 1957 : Frontière dangereuse (Across the Bridge) de Ken Annakin
- 1958 : Rencontre au Kenya (Nor the Moon by Night) de Ken Annakin

### Comme réalisateur
- 1929 : The Inseparables (en) (co-réalisé avec Adelqui Migliar)
- 1933 : Ce n'est pas drôle (No Funny Business (co-réalisé avec Victor Hanbury)
- 1934 : There Goes Susie (en) (co-réalisé avec Victor Hanbury)
- 1934 : Dick Turpin (co-réalisé avec Victor Hanbury)
- 1936 : Ball at Savoy (en) (co-réalisé avec Victor Hanbury)

### Comme scénariste
- 1929 : The Inseparables (en) de Victor Hanbury et John Stafford
- 1931 : L'Étudiant pauvre (en) de Victor Hanbury et John Harvel
- 1932 : Where Is This Lady? (en) de Victor Hanbury et Ladislas Vajda